# Vahaluoto
Vahaluoto är en ö i Finland. Den ligger i sjön Hilttiöjärvi och i kommunen Letala i den ekonomiska regionen Nystadsregionen och landskapet Egentliga Finland, i den sydvästra delen av landet, 200 km väster om huvudstaden Helsingfors. Öns area är 1,4 hektar och dess största längd är 190 meter i öst-västlig riktning.